# Neobisium albanicum
Espèce
Synonymes
- Obisium albanicum Müller, 1931

Neobisium albanicum est une espèce de pseudoscorpions de la famille des Neobisiidae.

## Distribution
Cette espèce est endémique d'Albanie. Elle se rencontre à Paftali dans la grotte Vrima e Dragoit.

## Systématique et taxinomie
Cette espèce a été décrite sous le protonyme Obisium albanicum par Müller en 1931. Elle est placée dans le genre Neobisium par Beier en 1939.

## Publication originale
- Müller, 1931 : Nuovi pseudoscorpioni cavernicoli appartenenti al sottogenere Blothrus Schioedte (diagnosi preliminari). Bollettino della Società Entomologica Italiana, vol. 63, p. 125-127.